# Mohammed Boudiaf (M'Sila)
Mohammed Boudiaf (appelée jusqu'en 1992 Oued Chaïr) est une commune de la wilaya de M'Sila en Algérie.